# Richard Machowicz

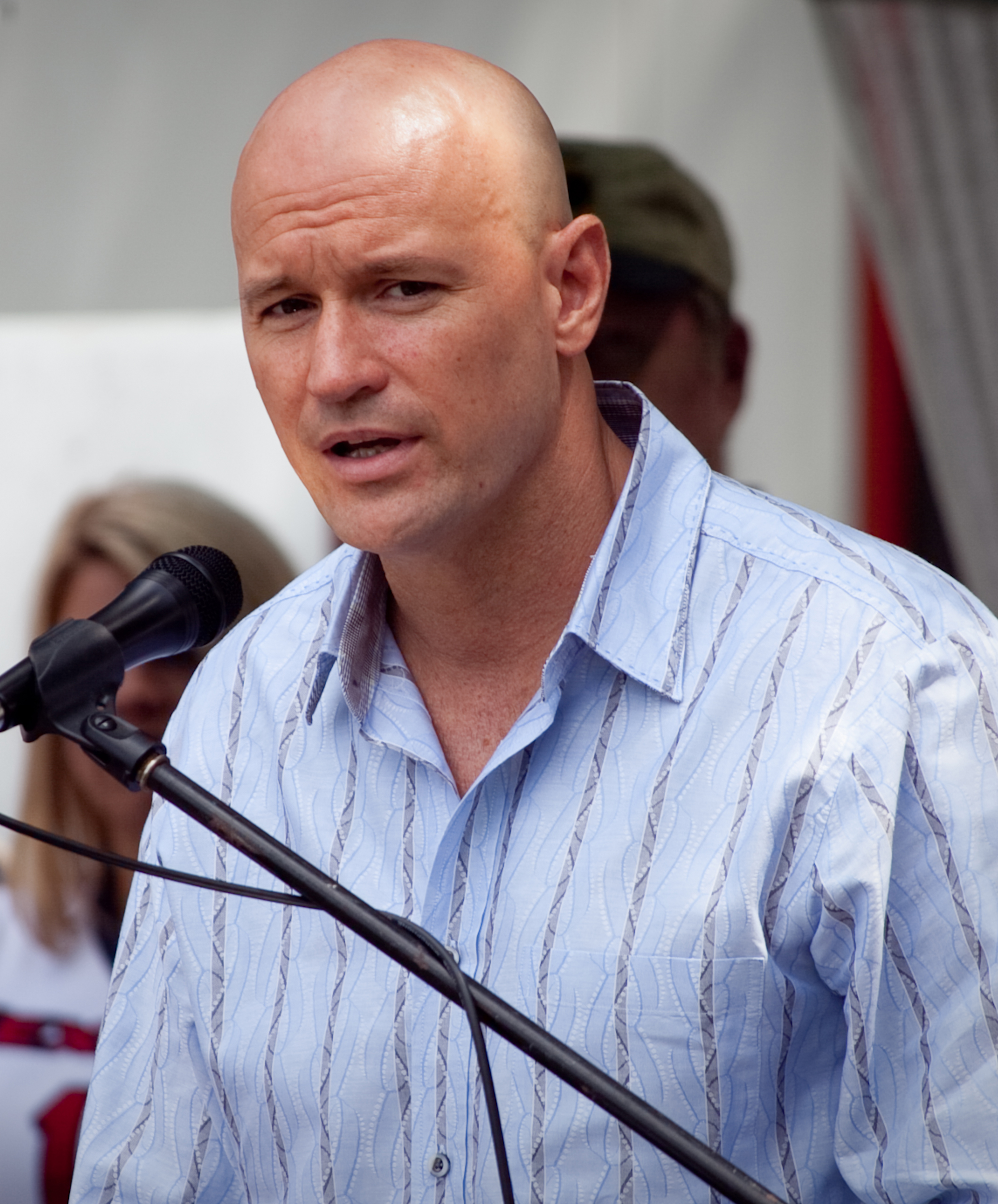
Richard J. Machowicz

Richard John „Mack“ Machowicz (* 30. Mai 1965 in Detroit, Michigan; † 2. Januar 2017 in Pearland, Texas) war ein US-amerikanischer Fernsehmoderator. Er war Gastgeber der auf dem Discovery Channel laufenden Sendung Future Weapons.

## Leben
Laut seiner von dem Discovery Channel veröffentlichten Biographie diente Richard Machowicz von 1984 bis 1994 in unterschiedlichen Abteilungen der U.S. Navy Seals und nahm an zahlreichen Übungen teil. Unter anderem war er dort Scharfschütze und Nahkampflehrer. Er besaß Erfahrung in den Kampfsportarten Muay Thai, Jeet Kune Do, Kickboxen, Aikido, Jiu Jitsu, Savate, Arnis und Karate.
Nach seiner Zeit als Navy Seal war er als Personenschützer und Kampfsportlehrer tätig. Dann gründete er in Kalifornien das Bukido Institut und erfand das Bukido Training System. Bukido ist einerseits ein Kampfsport, der sich auf wenige, effektive Griffe zur Selbstverteidigung beschränkt („no fancy stuff“), und andererseits eine Performance Philosophy, die helfen soll, „Zweifel, Stress, Schmerz, Schlaffheit und Angst“ zu überwinden.
2002 schrieb Richard Machowicz ein Buch, Unleash the Warrior Within, mit dem Untertitel Develop the Focus, Discipline, Confidence and Courage You Need to Achieve Unlimited Goals. Die Grundidee des Buches ist, das Leben als Kampf aufzufassen, und die Taktiken und Überlebensregeln eines Kriegers zu nutzen, um diesen Kampf zu bestehen. Als Beispiele führt er Erlebnisse aus seiner Zeit als Navy Seal an sowie Erfahrungen mit seinen Bukido-Schülern.
In der TV-Sendung Future Weapons, die von dem Discovery Channel ausgestrahlt wurde, begab er sich auf die Suche nach den Waffen der Zukunft. Diese Suche führte ihn meistens zu den Testgeländen der verschiedenen Waffenhersteller in den USA; manchmal aber auch nach Europa und Israel. Dort ließ er sich von den Ingenieuren ein neues Waffensystem ihrer Firma erklären und probierte dieses in einem „Future Weapons Test“ auch selbst aus.
Im Oktober 2015 wurde bei Machowicz ein Gehirntumor vierten Grades diagnostiziert, dem er am 2. Januar 2017 erlag.

## Bibliographie
- Unleash the Warrior Within: Develop the Focus, Discipline, Confidence and Courage You Need to Achieve Unlimited Goals. Da Capo Press, Philadelphia 2002, ISBN 1-569-24497-9.

## Filmografie
- 1998: Pensacola – Flügel aus Stahl (Pensacola: Wings of Gold, Fernsehserie, eine Folge)
- 2005: The Gift (Dokumentarreihe)
- 2005–2008: Future Weapons (Dokumentarreihe, 30 Folgen, auch Produzent)
- 2008: Jim Rome Is Burning (Fernsehserie, eine Folge)
- 2009: Gamer
- 2010: Die Geschichte Amerikas (America: The Story of Us, Dokumentarreihe, 6 Folgen)
- 2011: Deadliest Warrior (Dokumentarreihe, 10 Folgen)
- 2012: Mankind – Die Geschichte der Menschheit (Mankind: The Story of All of Us, Dokumentarreihe, 12 Folgen)
- 2013: Ultimate Soldier Challenge (Dokumentarreihe, 6 Folgen)